# Ryunosuke Noda
Ryunosuke Noda (野田 隆之介, Noda Ryunosuke) est un footballeur japonais né le 28 septembre 1988. Il évolue au poste d'attaquant.

## Biographie
Noda commence sa carrière professionnelle au Sagan Tosu. Il est vice-champion de J-League 2 en 2011 avec ce club. Il découvre ainsi la première division lors de l'année 2012.